# Aladin (Atterberg)
Pour les articles homonymes, voir Aladin.
Représentations notables
- Version germanophone le 18 octobre 1941 à l'opéra de Chemnitz
- Version contemporaine le 11 mars 2017 au théâtre de Brunswick

Personnages
- Aladin (ténor)
- Nazzredin, sultan de Samarcande (basse)
- Princesse Laila, sa fille (soprano)
- Muluk, le grnad vizir (bayrton)
- Balab und Derim, des amis de Muluk (ténor et baryton)
- Le mendiant aveugle, alias Dschababirah, génie de la lampe (basse)
- Deux musulmans (barytons)
- Aboyeur du sultan (ténor ou baryton)
- Le vendeur de haschich (ténor)

Aladin est un opéra de Kurt Atterberg sur un livret de Bruno Hardt-Warden et Ignaz Michael Welleminsky d'après le conte.

## Histoire
L'idée de la composition de l'opéra a lieu en août 1936, lorsque le compositeur rencontre les librettistes à Garmisch. Le livret est vite écrit puis Atterberg commence le 15 juillet 1937 une composition au piano. Le 24 août 1940, la composition au piano est terminée, Attenberg commence alors l'orchestration et la finit le 28 janvier 1941. De même, le compositeur et son épouse font la traduction du livret en suédois. Comme Welleminsky est juif, il n'est pas mentionné en Allemagne.
La longue période de développement est due à la charge de travail élevée d'Atterberg, mais aussi au début de la Seconde Guerre mondiale.
Aladin est créé en suédois le 18 mars 1941 à l'opéra royal de Stockholm sous la direction de Sten-Åke Axelson. Atterberg est satisfait des danses, mais l'opéra est donné seulement onze fois.
À la première, il y a Einar Andersson dans le rôle d'Aladin, Ruth Moberg qui est Yasmine, Joel Berglund Muluk, Björn Forsell, Arne Wirén, Leon Björker et Folke Johnson.
La première allemande a lieu le 18 octobre 1941 à l'opéra de Chemnitz. Malgré les ovations, la version germanophone n'est pas redonnée.
Le 11 mars 2017, l'œuvre est reprise au théâtre de Brunswick sous la direction du chef Jonas Alber. Elle est diffusée sur Deutschlandfunk Kultur. Les rôles principaux sont Michael Ha (Aladin), Solen Mainguene (Laila), Frank Blees (Nazzreddin),  Selcuk Hakan Tirasoglu (mendiant/Dschababirah) et Oleksandr Pushniak (Muluk). Cependant, pour des raisons d'exactitude politique, la performance s'écarte du livret de 1941 et déplace l'action au présent, dans une ancienne république soviétique d'Asie centrale.